# Castelviel
Castelviel település Franciaországban, Gironde megyében. Lakosainak száma 203 fő (2022. január 1.). Castelviel Saint-Sulpice-de-Pommiers, Coirac, Gornac, Saint-Brice, Saint-Félix-de-Foncaude és Saint-Laurent-du-Bois községekkel határos.

## Népesség
A település népességének változása:
| Lakosok száma | 224  | 197  | 198  | 179  | 193  | 209  | 219  | 222  | 214  | 203  |
|               | 1968 | 1982 | 1990 | 2006 | 2013 | 2015 | 2017 | 2019 | 2020 | 2022 |